# 美國駐泰國大使館
美國駐泰國大使館（英語：Embassy of the United States in Thailand），亦称美国驻曼谷大使馆（英語：Embassy of the United States, Bangkok）是美利堅合眾國對泰王國設置的外交代表機構，亦為美國駐泰大使的辦事處。位於泰國首都曼谷的大使館建築曾是美國國務院規模第三大的海外使館，當時僅排在第一大的駐伊拉克使館和第二大的駐華使館之後，也因此成為東南亞最大的美國使館。
美國駐泰大使館是泰美關係中的重要組織，其主要任務為保護美國在泰利益、服務在泰僑民、分析／彙報泰國國內與美國攸關的事態，以及協助美國各類政策的推動，並促進美國經濟利益、商務利益、農工產品及服務的輸出，同時也與泰國的官方機構、民間組織或人士交流，宣傳兩國間的共同價值觀。
除了曼谷的大使館之外，美國在泰國北部的清邁也設有總領事館。

## 歷史
美國與泰國之間的邦交已經具有超過百年的歷史。曼谷最早的美國外交代表機構是成立於1859年的領事館，到了1882年時，美國與暹羅建立全面外交關係，原領事館也跟著改制為公使館，至1947年時才升格為大使館。泰王國政府在美國大使館建立的同一年，將使館現址半哩外的一棟別墅贈送給美國大使當官邸，以感謝美方在二戰結束後幫助泰國，使英國不再主張將二戰期間的泰國當成大日本帝國的盟友，或予以處罰。該官邸是1914年時由英籍商人亨利·維克多·貝利（Henry Victor Bailey）建造的，當他於1920年逝世之後，這棟樓宇曾轉售給泰國財政部。
1996年，美國大使館館舍進行了全面翻修，改造完之後的外貌維持至今。21世紀之後，美國大使館數次為了因應泰國的政治情勢或大型示威活動，對在泰美僑和美國赴泰人士發布警訊。2012年9月18日，曼谷數百名群眾聚集在美國大使館前抗議美劇《穆斯林的無知》損及穆罕默德形象，一度迫使大使館關閉館務、並疏散部分館員。

## 使館部門
- 領事處（Consular Section）
  - 美國公民服務處
  - 簽證處（西北十六府的非移民簽證由清邁總領館核發[13]）
- 武官室（Defense Attaché Office）
- 經濟處（Economic Section）
  - 地區環境室（Regional Environmental Office）：參與東南亞地區的環境、科技、醫療衛生議題[14]
- 總務處（Management Section）：負責美國駐泰使領館的財務、人力、資訊與設施維護業務，同時也支援美國駐東南亞各國使領館（含寮國、東帝汶、緬甸、柬埔寨或越南等）的部分館務[15]
- 傳媒與文化處（Media and Cultural Section）：處長為公共事務參贊[16]
- 政治處（Political Section）：負責處理美泰兩國的國防、安全及結盟層面的雙邊關係[17]
- 難民及移民事務室（Refugee and Migration Affairs Office）：負責處理泰國周邊及東南亞各國關乎難民、境內流離者的議題[18]
- 地區安全室（Regional Security Office）：負責使館、要員維安，下轄國務院外交安全處（英语：Diplomatic Security Service）人員、海軍陸戰隊駐館衛兵等[19]
- 跨國犯罪事務處（Transnational Crime Affairs Section）：負責與泰國的王國政府、地方政府、民間組織及其他美國機構合作，協助處理毒品運輸、國際集團犯罪、區域反恐等項目[20]

## 位置資訊
美國大使館位於曼谷市中心的無線電路上，最近的車站是座落在同條路沿線、位於使館北方的曼谷空鐵（BTS）奔集站，兩者之間尚聚集有多座外國駐泰使領館，包括荷蘭、義大利、越南、卡達大使館等。以南不遠處則為日本大使館。